# 新謝梅尼夫
49°54′13″N 26°25′51″E / 49.90361°N 26.43083°E
新謝梅尼夫（烏克蘭語：Новосеменів），是烏克蘭西部的村莊，隸屬赫梅利尼茨基州的舍佩蒂夫卡區。該村面積0.04平方公里，海拔高度258米，2001年人口28，人口密度每平方公里756.8人。